# Lamina affixa
La lamina affixa, ou lame cornée, est une région médiane de la couche épendymaire du ventricule latéral embryonnaire qui devient adhérente à la surface supérieure du thalamus et formera le plancher de la partie centrale du ventricule latéral.